# Valget til den tyske rigsdag 1933
Valget til den tyske rigsdag 1933 blev afholdt den 5. marts kort efter Rigsdagsbranden (natten mellem 27. og 28. februar).
Ved valget opnåede det regerende nationalsocialistiske parti en betydelig fremgang og blev atter Tysklands største parti. De opnåede dog ikke absolut flertal på trods af en forudgående forfølgelse af politikere fra særlig det socialdemokratiske parti og kommunistpartiet.  Rigspræsident Paul von Hindenburg havde som følge af rigsdagsbranden udstedt Rigsdagsbrandforordningen, der gav mulighed for at gennemføre arrestation af en række politikere kort før valget. Valget blev overvåget af SS, SA og Stahlhelm. 
NSDAP var således afhængig af stemmer fra koalitionspartneren nationalfolkepartiet, for at opnå flertal i Rigsdagen. For at løse dette problem, fik NSDAP presset bemyndigelsesloven gennem Rigsdagen, hvorved den nationalsocialistiske rigsregering kunne regere uden medvirken fra Rigsdagen. Valget blev det sidste valg til den tyske Rigsdag under Weimarrepublikken.
Samtidigt med valget, blev der også afholdt en folkeafstemning om udtrædelse af Folkeforbundet. Ved folkeafstemningen stemte 95,1 % af vælgerne for at trække Tyskland ud af Folkeforbundet. 

## Resultater
| Parti                                                 | Stemmer i procent (ændring) | Stemmer i procent (ændring) | Mandater (ændring) | Mandater (ændring) |
| ----------------------------------------------------- | --------------------------- | --------------------------- | ------------------ | ------------------ |
| Nationalsozialistische Deutsche Arbeiterpartei (NDAP) | 43,9 %                      | +10,8 %                     | 288                | +92                |
| Sozialdemokratische Partei Deutschlands (SPD)         | 18,3 %                      | -2,1 %                      | 120                | -1                 |
| Kommunistische Partei Deutschlands (KPD)              | 12,3 %                      | -4,6 %                      | 81                 | -19                |
| Deutsche Zentrumspartei (Z)                           | 11,2 %                      | -0,7 %                      | 74                 | +4                 |
| Deutschnationale Volkspartei (DNVP)                   | 8,0 %                       | -0,3 %                      | 52                 | +/-0               |
| Bayerische Volkspartei (BVP)                          | 2,7 %                       | -0,4 %                      | 18                 | -2                 |
| Deutsche Volkspartei (DVP)                            | 1,1 %                       | -0,8 %                      | 2                  | -9                 |
| Deutsche Demokratische Partei (DStP)                  | 0,9 %                       | -0,1 %                      | 5                  | +3                 |
| Christlich-Sozialer Volksdienst (CSVD)                | 1,0 %                       | -0,1 %                      | 4                  | -1                 |
| Deutsche Bauernpartei (DBP)                           | 0,3 %                       | -0,1 %                      | 2                  | -1                 |
| Landbund                                              | 0,2 %                       | -0,1 %                      | 2                  | -1                 |
| Andre                                                 | 0,0 %                       | -0,9 %                      | 0                  | +/-0               |
| Total                                                 | 100,0 %                     |                             | 647                | +63                |

Valgdeltagelse lå på 88,74 %, en stigning på 8,2 % siden sidste valg.